# 6182 Katygord
A 6182 Katygord (ideiglenes jelöléssel 1987 SC4) a Naprendszer kisbolygóövében található aszteroida. Edward L. G. Bowell fedezte fel 1987. szeptember 21-én.